# Рихтерсвелд
Рихтерсвелд је пустиња и национални парк на северозападу Јужноафричке Републике у близини границе са Намибијом. Од 2007. године због изузетних природних одлика уврштена је на листу УНЕСКО-а. Температура у Рихтерсвелду је у току дана до 50°C, а ноћи су изузетно хладне. У пустињи на песковитом и вулканском терену расте око 650 сукулентих врста биљака. Кише су изузетно ретке. У оквиру парка живи и домородачки народ Нама.